# Andrés Perea
Andrés Felipe Peres Castañeda (Tampa, 14 novembre 2000) è un calciatore statunitense con cittadinanza colombiana, centrocampista del New York City.

## Caratteristiche tecniche
È un centrocampista centrale.

## Carriera

### Club
Ha esordito fra i professionisti il 10 luglio 2017 disputando con il Atlético Nacional l'incontro di Categoría Primera A perso 1-0 contro il Santa Fe.
Il 6 dicembre 2022 viene annunciato il passaggio del calciatore al Philadelphia Union. Durante l'arco della stagione 2023 racimola soltanto 10 presenze in campionato, segnando una volta.
Il 15 gennaio 2024 viene ceduto al New York City.

### Nazionale
Con la nazionale Under-20 colombiana ha preso parte al Campionato mondiale di calcio Under-20 2019.

## Palmarès

### Club

#### Competizioni nazionali
- Campionato colombiano: 1

Atlético Nacional : 2017-I
- Copa Colombia: 1

Atlético Nacional: 2018

#### Competizioni internazionali
- Recopa Sudamericana: 1

Atlético Nacional: 2017